# Ивана Нешић
Ивана Нешић (Ћуприја, 1981) српска је књижевница. Пише приче и романе за децу и младе, инспирисана балканском митологијом и уметношћу. Добитница је више домаћих и међународних књижевних награда.

## Биографија
Ивана Нешић је рођена у Ћуприји 1981. године. Дипломирала је историју уметности. Пише романе и приче за децу, а бави се и преводом са енглеског и немачког језика. Живи и ради 
у Београду.
Први роман Зеленбабини дарови објавила је 2013. године. Роман је доживео велики успех. Добио је Књижевну награду „Невен“ за најбољу дечију књигу у 2013. години и Награду „Трг од књиге“ у Херцег Новом. Уврштен је у лектиру за пети разред. Причу о дечаку Мики наставила је 2014. године, романом Тајна немуштог језика. За овај роман је добила Награду „Раде Обреновић”. Трилогију о Мики, заокружила је 2022. са романом Новчић судбине.
Књигу Мисија: Музеј објавила је 2017. године. Роман је узбудљива авантура, саткана око једанаест дела српских и југословенских сликара.
Књигу Приче о пркосним Српкињама објавила је 2018. године. То је збирка прича о 50 смелих жена Србије које су на различите начине допринеле културном, историјском и научном животу Србије.